# Albert Delin

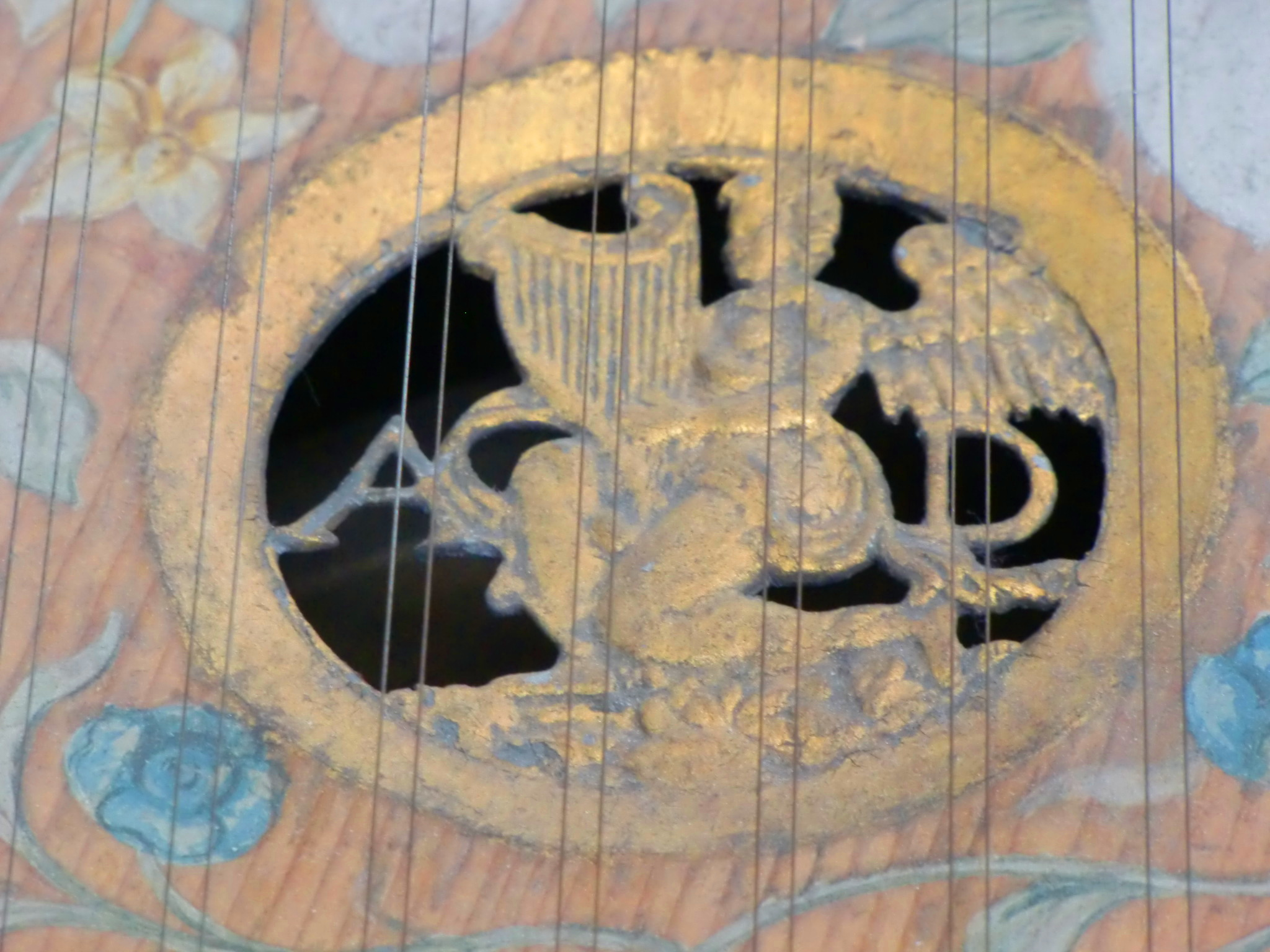
Die Rosette eines Cembalos aus dem Jahr 1750 von Albert Delin

Albert Delin (* 17. April 1712 in Ath; † 26. November 1771 in Tournai) war ein flämischer Cembalobauer.

## Leben
Delin wurde im Jahr 1712 im wallonischen Ath geboren. Er zog nach Tournai und heiratete im Jahr 1738 Anne Martin aus Brüssel. Im Jahr 1752 gewährte ihm der Magistrat von Tournai eine Summe von 50 Florin für attendu qu’il fabrique avec beaucoup d’art et de succès les clavecins et les épinettes (dt. „seine kunstfertige und erfolgreiche Fertigung von Cembali und Spinetten“.) Delin starb am 26. November 1771 in Tournai.

## Erhaltene Instrumente

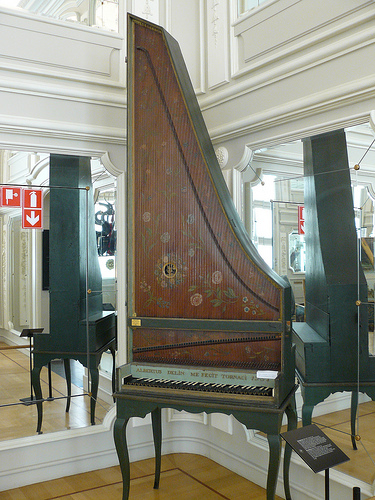
Klaviziterium, 1751 Musikinstrumenten-Museum Berlin

Von Delin sind elf heute erhaltene Instrumente bekannt, bis auf eines sind alle von ihm signiert. Sie wurden zwischen 1750 und 1770 gebaut:
- Zwei Cembali aus den Jahren 1750 im Besitz des Musikinstrumenten-Museums Berlin und 1768 in privatem Besitz, zu sehen im Schloss Maintenon (Frankreich). Beide mit einem Manual und je zwei 8′-Registern und einem Lautenzug.
- Drei Klaviziterien aus den Jahren 1751 im Besitz des Königlichen Konservatoriums Brüssel,[2] 1752 im Besitz des Musikinstrumenten-Museums Berlin und 1760 im Besitz des Gemeentemuseums Den Haag. Sie ähneln den Cembali mit zwei 8′-Registern und hervorstehenden Führungsleisten. Sie besitzen einen eleganten Pivot-Mechanismus, der von Delin gestaltet wurde, und benötigen nur die Schwerkraft für die Rückkehr in die Ausgangslage.[3]
- Fünf Spinette aus den Jahren 1763 im Besitz des „Königlichen Konservatoriums Antwerpen“, 1765 im Besitz des Musikinstrumenten-Museums Berlin, 1766 und 1767 beide in privatem Besitz und 1770 im Besitz des Königlichen Konservatoriums Brüssel.[4] Alle mit einem 8′-Register.
- Ein Ottavino-Virginal aus dem Jahr 1750.